# Šamudovce
{{ficha de entidad subnacional|mapa_loc=Eslovaquia|tipo_superior_2=Distrito|superior_2=Michalovce
|tipo_superior_1=Región|superior_1=[[región de 
Šamudovce es un municipio del Distrito de Michalovce, en la Región de Košice, al este de Eslovaquia. Según datos del año 2024, contaba con una población de 619 habitantes.
El municipio se encuentra ubicado en el noreste de la región, dentro de la cuenca hidrográfica del río Bodrog, un afluente del Tisza. Šamudovce está próximo a la frontera con la Región de Prešov, así como con Ucrania y Hungría.

## Demografía
| Año        | 1994 | 2004     | 2014     | 2024    |
| ---------- | ---- | -------- | -------- | ------- |
| Población  | 407  | 554      | 634      | 619     |
| Diferencia |      | +36,11 % | +14,44 % | −2,36 % |

| Año        | 2023 | 2024    |
| ---------- | ---- | ------- |
| Población  | 620  | 619     |
| Diferencia |      | −0,16 % |